# Wielkie Pole (województwo lubelskie)
Wielkie Pole – dawna kolonia w Polsce, położona w województwie lubelskim, w powiecie bialskim, w gminie Terespol.
W latach 1975–1998 miejscowość należała administracyjnie do województwa bialskopodlaskiego.
Nazwę zniesiono z 2023 r.